# Deutsche Eishockey-Meisterschaft 1913
Die Deutsche Eishockey-Meisterschaft 1913 war die zweite Austragung dieser Titelkämpfe.
Spielberechtigt waren alle Amateurmannschaften des Deutschen Eislauf-Verbandes (DEV). Die Meisterschaft sollte ursprünglich im Rahmen der Wintersportwoche in Schierke ausgetragen werden, musste aber witterungsbedingt abgesagt werden. Nur die Berliner Mannschaften trugen ein Spiel um den Preis der Kurverwaltung aus, das als Qualifikationsspiel für die Meisterschaft angesehen wurde. Dabei handelte es sich um die Neuauflage des vorjährigen Meisterschaftsspiels.
Diese Vorrundenspiele der Gruppe Süd fanden dann vom 25. bis 27. Januar 1913 in München auf Unsölds Eisbahn statt. Sie wurden in die Austragung der Eishockey-Europameisterschaft 1913 integriert. Die DEHG Prag war Mitglied des Deutschen Eislaufverbandes, vertrat gleichzeitig bei der Europameisterschaft das Österreich. Es ist unklar, ob das Zwischenrundenspiel gegen den MTV München Teil der Deutschen Meisterschaft war oder ob es sich um ein Freundschaftsspiel handelte.
Das Finale wurde schließlich am 19. März 1913 im Berliner Eispalast ausgetragen. Dabei konnte der Vorjahressieger Berliner Schlittschuhclub seinen Titel verteidigen.

## Vorrunde

### Nord
| 19. Januar 1913 | Berliner Schlittschuhclub | 5:3 | SC Charlottenburg | Schierke |

### Süd

#### 1. Runde
| 25. Januar 1913 | MTV München von 1879 | 29:0 | Münchener EV | Unsölds Eisbahn, München |

| 25. Januar 1913 | Münchner SC | 18:0 | SC Monachia München | Unsölds Eisbahn, München |

#### 2. Runde
| 26. Januar 1913 | MTV München 1879 | 3:9 | Münchner SC | Unsölds Eisbahn, München |

Der Münchner SC setzte im Widerspruch zur Ausschreibung ausländische Spieler ein, die dem Verein nicht mindestens 1 Jahr angehörten. Er wurde daher disqualifiziert.

#### Zwischenrunde
| 27. Januar 1913 | MTV München 1879 | 5:2 (4:1, 1:1) | DEHG Prag | Unsölds Eisbahn, München |

## Endspiel
| 19. März 1913 | Berliner Schlittschuhclub | 4:0 (3:0, 1:0) | MTV München von 1879 | Berliner Eispalast, Berlin |

### Meistermannschaft
Die Mannschaft des Berliner SC bestand aus den Spielern Willi Bliesener, Walter Sachs, Anders Jakob, Alfred Steinke, Franz Lange, Charles Hartley, Hans Georgii.